# Históricas
Pour plus de détails, voir Fiche technique et Distribution.
Históricas est un film documentaire chilien réalisé par l'ex joueuse de football et publicitaire Javiera Court et la journaliste sportive Grace Lazcano, sorti en 2021. Le film retrace le parcours de l'équipe du Chili féminine de football jusqu'au mondial 2019 et revient sur les inégalités auxquelles les joueuses doivent faire face.

## Synopsis

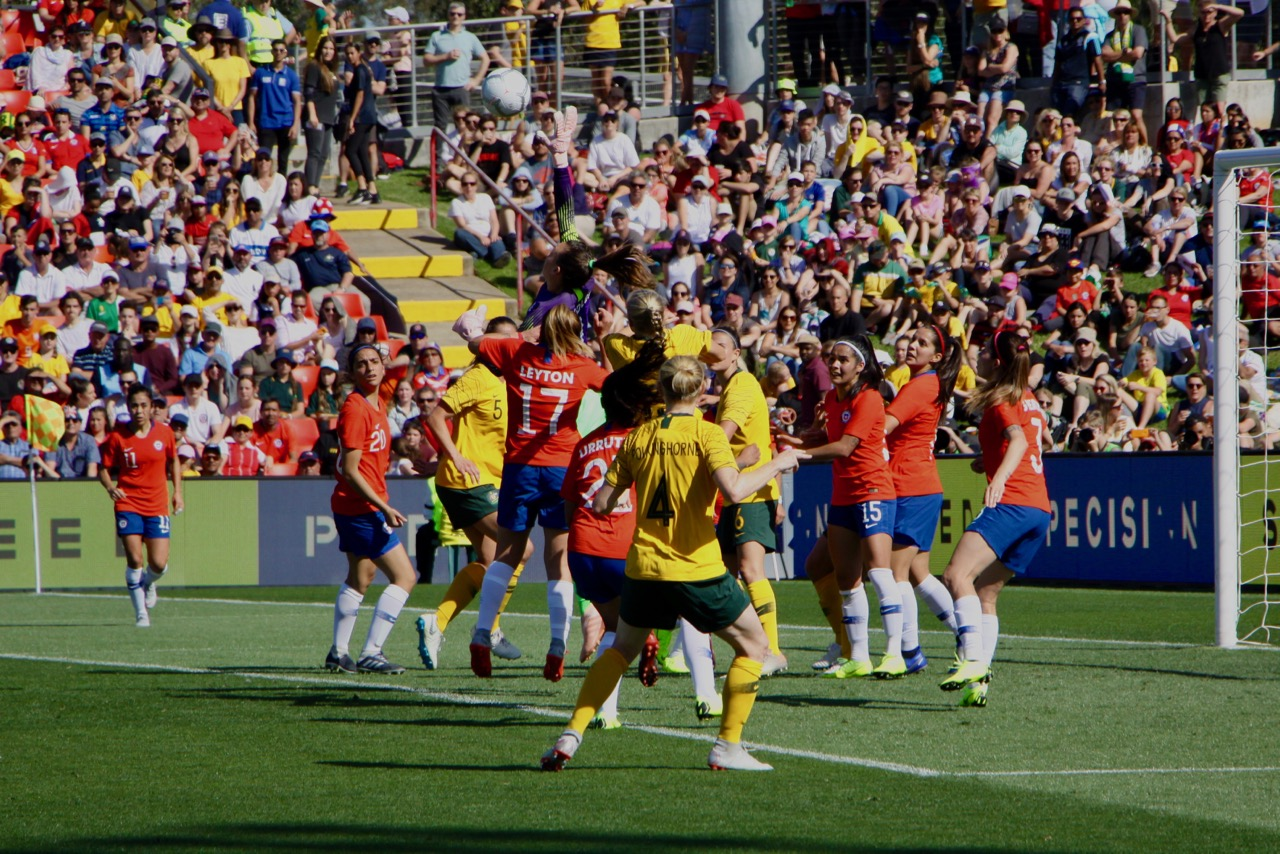
Match de préparation à la Coupe du monde, amical Australie - Chili, le 10 novembre 2018.

Le documentaire vise à montrer le parcours des joueuses de football de l'équipe nationale chilienne, qui luttent contre les préjugés et les inégalités dans le monde du football pour se faire une place dans un milieu historiquement masculin. Le film montre la préparation de l'équipe à la coupe du monde de football 2019, après qu'elle s'est qualifiée pour la première fois à la suite de leur victoire contre l'Argentine durant la Copa América.

## Fiche technique
- Réalisation : Javiera Court et Grace Lazcano
- Société de production : PrimateLab et Vestidas de Rojo
- Société de distribution / diffuseur :
  - Chili (vidéo) : Punto play

## Genèse
Les réalisatrices suivent l'équipe féminine de football pendant plusieurs mois, dans 16 villes et neuf pays différents, à partie du 1er septembre 2018, jour du premier match amical contre les États-Unis. L'équipe enregistre en tout plus de 145 heures de film. Elles indiquent que l'idée du documentaire est née de l'envie de « raconter une histoire que personne n'allait raconter », faisant référence à la faible couverture médiatique autour de l'équipe de football,. L'unique journaliste accréditée pour le premier match amical après la classification du Chili est d'ailleurs Grace Lazcano.
Au début du projet, le documentaire n'a pas de financement, bien que l'ANFP se soit dite intéressée par le projet.
Javiera Court souligne l'importance du prisme du genre dans le documentaire : « Toutes les femmes à qui on dit que tel espace n'est pas pour elle peuvent s'identifier au documentaire. Les joueuses de l'équipe chilienne se sont entendu dire qu'elles ne pouvaient pas jouer au football, certaines ont quitté le terrain pour cette raison. Qu'elles arrivent à la Coupe du Monde c'est comme si nous gagnions toutes un peu. »

## Diffusion
Le film est diffusé pour la première fois au Chili le 16 juillet 2021, quelques jours avant le début des Jeux Olympiques de Tokyo, sur la plateforme en ligne Punto Play. L'humoriste Natalia Valdebenito participe à l'avant-première aux côtés des deux réalisatrices.